# قائمة نواب ولاية الجزائر

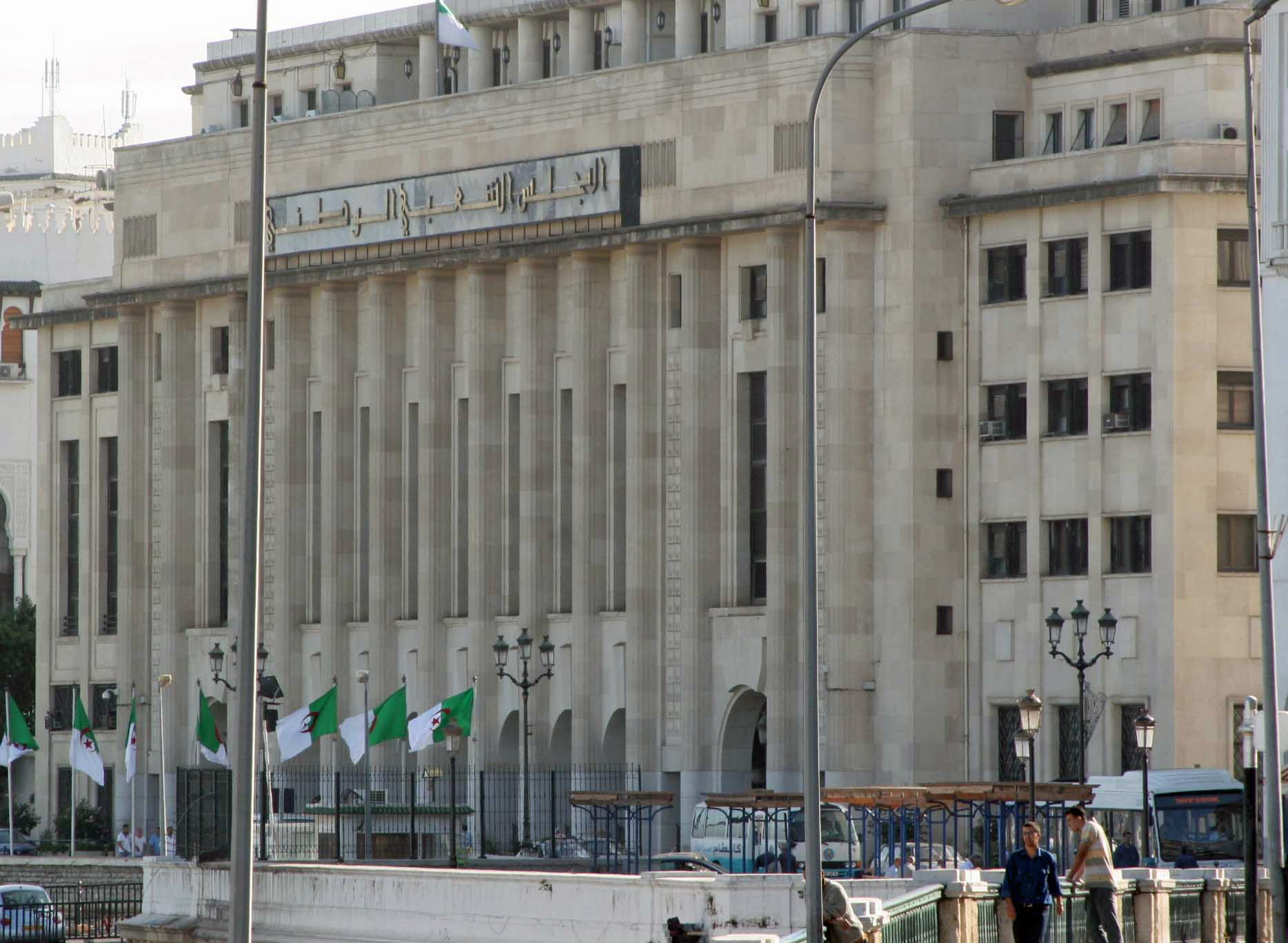
المجلس الشعبي الوطني الجزائري.

يتم تمثيل ولاية الجزائر في البرلمان الجزائري من خلال نواب يتم انتخابهم لعهدة مدتها خمس سنوات.

## الجمعية التأسيسية لسنة 1962م
التوزع الجنسي لنواب الجمعية التأسيسية لسنة 1962م عن ولاية الجزائر
القائمة الاسمية لنواب ولاية الجزائر الجمعية التأسيسية في 22 جويلية 1962م.
1. الطيب عكوش
2. صافية بعزي
3. الصادق باتل
4. مريم بلميهوب
5. بلقاسم بن هني
6. كمال بن سطاعلي
7. عمار عبد القادر بن تومي
8. زبير بوعجاج
9. مختار بوشافع
10. محمد بوسماحة
11. بشير براي
12. بيار ألكسندر شولي
13. حسين المهداوي
14. محمد فرقاني
15. محمد حروم
16. محند الطاهر لعجوزي
17. جلول ملايكة
18. بوعلام أوصديق
19. إيفلين سفير لافاليت
20. بول راماج
21. صالح مبروكين
22. ياسف سعدي
23. محمد يزيد

## العهدة التشريعية 1977م-1982م
التوزع الجنسي لنواب البرلمان عن ولاية الجزائر (1977م-1982م)
القائمة الاسمية لنواب ولاية الجزائر خلال الانتخابات التشريعية لسنة 1977م.
1. علي قرفي (جبهة التحرير الوطني).[4]
2. حسين آيت إيدير (جبهة التحرير الوطني).[4]
3. سعدون عمارة (جبهة التحرير الوطني).[4]
4. عبد المجيد عزي (جبهة التحرير الوطني).[4]
5. سكينة بغريش (جبهة التحرير الوطني).[4]
6. حسن بن شيخ (جبهة التحرير الوطني).[4]
7. سليمان بن يحي (جبهة التحرير الوطني).[4]
8. محمد بوخالفة (جبهة التحرير الوطني).[4]
9. محمد الصالح شافعي (جبهة التحرير الوطني).[4]
10. عبد القادر شرة (جبهة التحرير الوطني).[4]
11. عبد القادر ضويفي (جبهة التحرير الوطني).[4]
12. بومدين الوشدي (جبهة التحرير الوطني).[4]
13. باية هاشمي (جبهة التحرير الوطني).[4]
14. عبد الكريم حساني (جبهة التحرير الوطني).[4]
15. باية حسين (جبهة التحرير الوطني).[4]
16. بوعلام إيفري (جبهة التحرير الوطني).[4]
17. محمد عز الدين محمصاجي (جبهة التحرير الوطني).[4]
18. أحمد مكيرش (جبهة التحرير الوطني).[4]
19. مريم فضيلة مسلي (جبهة التحرير الوطني).[4]
20. محمد مستغانمي (جبهة التحرير الوطني).[4]
21. محمد نابي (جبهة التحرير الوطني).[4]
22. محمد أوشارف (جبهة التحرير الوطني).[4]
23. زهور ونيسي (جبهة التحرير الوطني).[4]
24. عمر طيباوي (جبهة التحرير الوطني).[4]
25. عبد المالك تمام (جبهة التحرير الوطني).[4]
26. العياشي ياكر (جبهة التحرير الوطني).[4]
27. عبد القادر زعيبك (جبهة التحرير الوطني).[4]
28. محمد زيتوني (جبهة التحرير الوطني).[4]

## العهدة التشريعية 1982م-1987م
التوزع الجنسي لنواب البرلمان عن ولاية الجزائر (1982م-1987م)
القائمة الاسمية لنواب ولاية الجزائر خلال الانتخابات التشريعية لسنة 1982م.
1. علي عبد الغرفي (جبهة التحرير الوطني).[4]
2. كمال عبد الرحمان (جبهة التحرير الوطني).[4]
3. عمارة سعدون (جبهة التحرير الوطني).[4]
4. سليمان بن يحي (جبهة التحرير الوطني).[4]
5. مصطفى شباب (جبهة التحرير الوطني).[4]
6. رتيبة شني (جبهة التحرير الوطني).[4]
7. عبد القادر شيرة (جبهة التحرير الوطني).[4]
8. فاطمة جعرون (جبهة التحرير الوطني).[4]
9. محمد فالق (جبهة التحرير الوطني).[4]
10. أحمد فيلالي (جبهة التحرير الوطني).[4]
11. محمد غلام الله (جبهة التحرير الوطني).[4]
12. محمد العربي قرين (جبهة التحرير الوطني).[4]
13. عبد الرزاق هدروق (جبهة التحرير الوطني).[4]
14. حسن كحلوش (جبهة التحرير الوطني).[4]
15. عبد المجيد كحول (جبهة التحرير الوطني).[4]
16. محمد ككاشي (جبهة التحرير الوطني).[4]
17. حسان كرار (جبهة التحرير الوطني).[4]
18. عمر خالي (جبهة التحرير الوطني).[4]
19. مسعود خواص (جبهة التحرير الوطني).[4]
20. زيدان منصوري (جبهة التحرير الوطني).[4]
21. عبد الوهاب مذكور (جبهة التحرير الوطني).[4]
22. عمار مراح (جبهة التحرير الوطني).[4]
23. صالح متيجي (جبهة التحرير الوطني).[4]
24. علي ميموني (جبهة التحرير الوطني).[4]
25. محمد مستغانمي (جبهة التحرير الوطني).[4]
26. رابح نخيلياتي (جبهة التحرير الوطني).[4]
27. بشير روابحية (جبهة التحرير الوطني).[4]
28. عمر طيباوي (جبهة التحرير الوطني).[4]
29. بوعلام ثعباست (جبهة التحرير الوطني).[4]

## العهدة التشريعية 1987م-1992م
القائمة الاسمية لنواب ولاية الجزائر خلال الانتخابات التشريعية لسنة 1987م.
1. السعيد آيت مسعودان (جبهة التحرير الوطني).[4]
2. طارق بن شين (جبهة التحرير الوطني).[4]
3. سليمان بن يحي (جبهة التحرير الوطني).[4]
4. عبد الحميد بن يونس (جبهة التحرير الوطني).[4]
5. محمود بوخبزة (جبهة التحرير الوطني).[4]
6. بوجمعة بولقريعات (جبهة التحرير الوطني).[4]
7. عبد الكريم بوسعيدي (جبهة التحرير الوطني).[4]
8. عبد القادر شيرة (جبهة التحرير الوطني).[4]
9. محمد الطاهر ديلمي (جبهة التحرير الوطني).[4]
10. محمد فالق (جبهة التحرير الوطني).[4]
11. محمد غلام الله (جبهة التحرير الوطني).[4]
12. حسان كحلوش (جبهة التحرير الوطني).[4]
13. جمال الدين خياري (جبهة التحرير الوطني).[4]
14. عبد الغني الأسود (جبهة التحرير الوطني).[4]
15. علي ميموني (جبهة التحرير الوطني).[4]
16. جلول بختي نميش (جبهة التحرير الوطني).[4]
17. بشير نور (جبهة التحرير الوطني).[4]
18. مختار ترفاس (جبهة التحرير الوطني).[4]

## العهدة التشريعية 1992م
القائمة الاسمية لنواب ولاية الجزائر خلال الانتخابات التشريعية ليوم 26 ديسمبر 1991م.
1. عمر بورحماني (الجبهة الإسلامية للإنقاذ الجزائرية)[8] · [9]
2. عبد الحميد شريف (الجبهة الإسلامية للإنقاذ الجزائرية)[8] · [10]
3. علي زويتة (الجبهة الإسلامية للإنقاذ الجزائرية).[8]
4. صالح بوزينة (الجبهة الإسلامية للإنقاذ الجزائرية).[8]
5. شاوش حباسي (الجبهة الإسلامية للإنقاذ الجزائرية).[8]
6. الطاهر عامر (الجبهة الإسلامية للإنقاذ الجزائرية).[8]
7. محمد بودرية (الجبهة الإسلامية للإنقاذ الجزائرية).[8]
8. رشيد بركات (الجبهة الإسلامية للإنقاذ الجزائرية).[8]
9. عز الدين رزيق (الجبهة الإسلامية للإنقاذ الجزائرية).[8]
10. مدني لسلوس (الجبهة الإسلامية للإنقاذ الجزائرية).[8]
11. عبد القادر مغني (الجبهة الإسلامية للإنقاذ الجزائرية).[8]
12. عبد الحميد بوشة (الجبهة الإسلامية للإنقاذ الجزائرية).[8]
13. محي الدين درويش (الجبهة الإسلامية للإنقاذ الجزائرية).[8]
14. فؤاد فليسي (الجبهة الإسلامية للإنقاذ الجزائرية).[8]
15. عبد الرحيم حسين (الجبهة الإسلامية للإنقاذ الجزائرية).[8]
16. عبد المجيد بيرم (الجبهة الإسلامية للإنقاذ الجزائرية).[8]

## العهدة التشريعية 1997م-2002م
تشكلت كتلة نواب ولاية الجزائر خلال الانتخابات التشريعية ليوم 5 جوان 1997م.
يتوزع نواب البرلمان عن ولاية الجزائر في الدورة التشريعية 1997م-2002م وفق الجنس حسب النسب التالية:
1. النواب النساء: 05 (21.74 %).[12]
2. النواب الرجال: 19 (78.26 %).[13]

### التوزيع الحزبي
الانتماء الحزبي لنواب البرلمان عن ولاية الجزائر (1997م-2002م)
يتوزع نواب البرلمان عن ولاية الجزائر في الدورة التشريعية 1997م-2002م حسب عدة قوائم حزبية:
1. حركة مجتمع السلم: 4 نواب (17.39 %).[14]
2. جبهة القوى الاشتراكية: 3 نواب (13.04 %).[15]
3. التجمع من أجل الثقافة والديمقراطية: 4 نواب (17.39 %).[15]
4. جبهة التحرير الوطني: 2 نواب (8.69 %).[16]
5. حزب العمال: 2 نواب (8.69 %).[17]
6. التجمع الوطني الديمقراطي: 6 نواب (26.08 %).[18]
7. حركة النهضة الإسلامية: 2 نواب (8.69 %).[17]

### القائمة الاسمية للنواب خلال العهدة التشريعية 1997م-2002م
1. فاتح بوداموس (حركة مجتمع السلم).[19]
2. نجية بومنجل (جبهة القوى الاشتراكية).[20]
3. خليدة تومي (التجمع من أجل الثقافة والديمقراطية).[21]
4. عبد الهادي سايح (حركة مجتمع السلم).[19]
5. أحمد جداعي (جبهة القوى الاشتراكية).[20]
6. السعيد سعدي (التجمع من أجل الثقافة والديمقراطية).[21]
7. عمر سي شايب (حركة مجتمع السلم).[19]
8. عبد السلام علي راشدي (جبهة القوى الاشتراكية).[20]
9. خالفة معمري (التجمع من أجل الثقافة والديمقراطية).[21]
10. فاتح قرد (حركة مجتمع السلم).[19]
11. حسين نية (التجمع من أجل الثقافة والديمقراطية).[21]
12. عبد العزيز بلعيد (جبهة التحرير الوطني).[4]
13. محفوظ بن بريكة (التجمع الوطني الديمقراطي).[22]
14. مصطفى بن محمد (حزب العمال).[23]
15. مصطفى بوعلاق (جبهة التحرير الوطني).[4]
16. عبد الحميد بولفعات (حركة النهضة الإسلامية).[24]
17. نور الدين بن براهم (التجمع الوطني الديمقراطي).[22]
18. فتيحة بوشامة (التجمع الوطني الديمقراطي).[22]
19. لويزة حنون (حزب العمال).[23]
20. محمد كمال قصباجي (التجمع الوطني الديمقراطي).[22]
21. جبير صالح كحلوش (التجمع الوطني الديمقراطي).[22]
22. رابح محمودي (حركة النهضة الإسلامية).[24]
23. فاطمة الزهراء منصوري (التجمع الوطني الديمقراطي).[22]

## العهدة التشريعية 2002م-2007م
تشكلت كتلة نواب ولاية الجزائر خلال الانتخابات التشريعية ليوم 30 ماي 2002م.
التوزع الجنسي لنواب البرلمان عن ولاية الجزائر (2002م-2007م)
يتوزع نواب البرلمان عن ولاية الجزائر في الدورة التشريعية 2002م-2007م وفق الجنس حسب النسب التالية:
1. النواب النساء: 06 (17.14 %).[12]
2. النواب الرجال: 29 (82.86 %).[13]

### التوزيع الحزبي
الانتماء الحزبي لنواب البرلمان عن ولاية الجزائر (2002م-2007م)
يتوزع نواب البرلمان عن ولاية الجزائر في الدورة التشريعية 2002م-2007م حسب عدة قوائم حزبية:
1. حركة مجتمع السلم: 3 نواب (8.57 %).[14]
2. حركة الإصلاح الوطني: 5 نواب (14.28 %).[15]
3. جبهة التحرير الوطني: 16 نواب (45.71 %).[16]
4. حزب العمال: 4 نواب (11.43 %).[17]
5. التجمع الوطني الديمقراطي: 4 نواب (11.43 %).[18]
6. كتلة الأحرار: 3 نواب (8.57 %).[17]

### القائمة الاسمية للنواب خلال العهدة التشريعية 2002م-2007م
1. عبد القادر بن قرينة (حركة مجتمع السلم).[19]
2. عبد الحميد عباد (جبهة التحرير الوطني).[4]
3. عبد الهادي سايح (حركة مجتمع السلم).[19]
4. بثينة حريت (جبهة التحرير الوطني).[4]
5. نور الدين بن براهم (التجمع الوطني الديمقراطي).[22]
6. فاتح قرد (حركة مجتمع السلم).[19]
7. فاطمة الزهراء بوشملة (جبهة التحرير الوطني).[4]
8. نور الدين عطاء الله (جبهة التحرير الوطني).[4]
9. عبد الرحمان عرفوتني (حزب العمال).[23]
10. حورية بوحيرد (جبهة التحرير الوطني).[4]
11. محمد الصالح سلوغة (جبهة التحرير الوطني).[4]
12. محمد عوفي (جبهة التحرير الوطني).[4]
13. مصطفى براف (التجمع الوطني الديمقراطي).[22]
14. صباح بونور (جبهة التحرير الوطني).[4]
15. عيسى عيساوي (حركة الإصلاح الوطني).[26]
16. عبد الكريم حرشاوي (التجمع الوطني الديمقراطي).[22]
17. لويزة حنون (حزب العمال).[23]
18. نور الدين فكاير (جبهة التحرير الوطني).[4]
19. شمس الدين حكيمي (حركة الإصلاح الوطني).[26]
20. عمار تكجوت (حزب العمال).[23]
21. فاطمة الزهراء فليسي (التجمع الوطني الديمقراطي).[22]
22. بشير خالفي (حركة الإصلاح الوطني).[26]
23. عبد الواحد عنان (جبهة التحرير الوطني).[4]
24. كريم لبشري (حزب العمال).[23]
25. عبد العزيز بلعيد (جبهة التحرير الوطني).[4]
26. عبد الوحيد بوعبد الله (جبهة التحرير الوطني).[4]
27. محفوظ معروف (حركة الإصلاح الوطني).[26]
28. أحمد شاكر (جبهة التحرير الوطني).[4]
29. خليفة سماتي (جبهة التحرير الوطني).[4]
30. محمد بولحية (حركة الإصلاح الوطني).[26]
31. بشير شارة (جبهة التحرير الوطني).[4]
32. كريم يونس (جبهة التحرير الوطني).[4]
33. محمد بوفراش (كتلة الأحرار).
34. العيد غرداوي (كتلة الأحرار).
35. عياشي العايب (كتلة الأحرار).

## العهدة التشريعية 2007م-2012م
تشكلت كتلة نواب ولاية الجزائر خلال الانتخابات التشريعية ليوم 17 ماي 2007م.
التوزع الجنسي لنواب البرلمان عن ولاية الجزائر (2007م-2012م)
يتوزع نواب البرلمان عن ولاية الجزائر في الدورة التشريعية 2007م-2012م وفق الجنس حسب النسب التالية:
1. النواب النساء: 04 (14.29 %).[12]
2. النواب الرجال: 24 (85.71 %).[13]

### التوزيع الحزبي
الانتماء الحزبي لنواب البرلمان عن ولاية الجزائر (2007م-2012م)
يتوزع نواب البرلمان عن ولاية الجزائر في الدورة التشريعية 2012م-2017م حسب عدة قوائم حزبية:
1. حركة مجتمع السلم: 03 نواب (10.71 %).[14]
2. حركة الإصلاح الوطني: 5 نواب (17.86 %).[15]
3. جبهة التحرير الوطني: 12 نائبا (42.86 %).[16]
4. حزب العمال: 3 نواب (10.71 %).[17]
5. التجمع الوطني الديمقراطي: 3 نواب (10.71 %).[18]
6. كتلة الأحرار: 2 نواب (7.14 %).[17]

### القائمة الاسمية للنواب خلال العهدة التشريعية 2007م-2012م
1. لخضر رابحي (حركة مجتمع السلم).[19]
2. حورية بوحيرد (جبهة التحرير الوطني).[4]
3. نور الدين بن براهم (التجمع الوطني الديمقراطي).[22]
4. عمر تاكجوت (حزب العمال).[23]
5. عبد الوحيد بوعبد الله (جبهة التحرير الوطني).[4]
6. محمد بوفراش (كتلة الأحرار).
7. محمد بولحية (حركة الإصلاح الوطني).[26]
8. صباح بونور (جبهة التحرير الوطني).[4]
9. عبد الكريم حرشاوي (التجمع الوطني الديمقراطي).[22]
10. شمس الدين حكيمي (حركة الإصلاح الوطني).[26]
11. لويزة حنون (حزب العمال).[23]
12. بشير خالفي (حركة الإصلاح الوطني).[26]
13. عبد الهادي سايح (حركة مجتمع السلم).[19]
14. محمد الصالح سلوغة (جبهة التحرير الوطني).[4]
15. خليفة سماتي (جبهة التحرير الوطني).[4]
16. بشير شارة (جبهة التحرير الوطني).[4]
17. أحمد شاكر (جبهة التحرير الوطني).[4]
18. نور الدين عطاء الله (جبهة التحرير الوطني).[4]
19. محمد عوفي (جبهة التحرير الوطني).[4]
20. عيسى عيساوي (حركة الإصلاح الوطني).[26]
21. عبد الوحيد عنان (جبهة التحرير الوطني).[4]
22. العيد غرداوي (كتلة الأحرار).
23. نور الدين فكاير (جبهة التحرير الوطني).[4]
24. فاطمة الزهراء فليسي (التجمع الوطني الديمقراطي).[22]
25. فاتح قرد (حركة مجتمع السلم).[19]
26. كريم لبشري (حزب العمال).[23]
27. محفوظ معروف (حركة الإصلاح الوطني).[26]
28. كريم يونس (جبهة التحرير الوطني).[4]

## العهدة التشريعية 2012م-2017م
يبلغ عدد النواب في المجلس الشعبي الوطني عن ولاية الجزائر 40 نائبا خلال الدورة التشريعية 2012م-2017م التي انطلقت بعد 10 ماي 2012م.
التوزع الجنسي لنواب البرلمان عن ولاية الجزائر (2012م-2017م)
يتوزع نواب البرلمان عن ولاية الجزائر في الدورة التشريعية 2012م-2017م وفق الجنس حسب النسب التالية:
1. النواب النساء: 15 (37.50 %).[12]
2. النواب الرجال: 25 (62.50 %).[13]

### التوزيع الحزبي
الانتماء الحزبي لنواب البرلمان عن ولاية الجزائر (2012م-2017م)
يتوزع نواب البرلمان عن ولاية الجزائر في الدورة التشريعية 2012م-2017م حسب عدة قوائم حزبية:
1. تكتل الجزائر الخضراء: 14 نائبا (35.00 %).[14]
2. جبهة القوى الاشتراكية: 5 نواب (12.50 %).[15]
3. جبهة التحرير الوطني: 10 نواب (25.00 %).[16]
4. حزب العمال: 7 نواب (17.50 %).[17]
5. التجمع الوطني الديمقراطي: 4 نواب (10.00 %).[18]

### القائمة الاسمية للنواب خلال العهدة التشريعية 2012م-2017م
1. عبد الحليم عبد الوهاب (تكتل الجزائر الخضراء).[19]
2. حياة مزياني زوجة تاياتي (جبهة القوى الاشتراكية).[20]
3. عبد الهادي دبيشي (جبهة التحرير الوطني).[4]
4. عبد السلام بوشوارب (التجمع الوطني الديمقراطي).[22]
5. جلول جودي (حزب العمال).[23]
6. أحمد شريفي (تكتل الجزائر الخضراء).[19]
7. عمار غول (تكتل الجزائر الخضراء).[19]
8. أسماء بن قادة (جبهة التحرير الوطني).[4]
9. سميرة كركوش (جبهة التحرير الوطني).[4]
10. وحيد بوعبد الله (جبهة التحرير الوطني).[4]
11. شهرزاد بن توري (تكتل الجزائر الخضراء).[19]
12. جمال ماضي (جبهة التحرير الوطني).[4]
13. فاطمة بوجملين (تكتل الجزائر الخضراء).[19]
14. فوزية بن سحنون (التجمع الوطني الديمقراطي).[22]
15. غاني بودبوز (تكتل الجزائر الخضراء).[19]
16. كمال ميدة (تكتل الجزائر الخضراء).[19]
17. كريم بالول (جبهة القوى الاشتراكية).[20]
18. كريمة عدمان (تكتل الجزائر الخضراء).[19]
19. لويزة حنون (حزب العمال).[23]
20. إلياس سعدي (جبهة التحرير الوطني).[4]
21. محمد بكاي (حزب العمال).[23]
22. محمد العربي ولد خليفة (جبهة التحرير الوطني).[4]
23. مصطفى بوشاشي (جبهة القوى الاشتراكية).[20]
24. نادية بوبغلة (حزب العمال).[23]
25. نعيمة ماجر (تكتل الجزائر الخضراء).[19]
26. نورة محيوت (جبهة القوى الاشتراكية).[20]
27. أم السعد بن تركي (جبهة التحرير الوطني).[4]
28. رابح محمودي (تكتل الجزائر الخضراء).[19]
29. رشيد قالون (تكتل الجزائر الخضراء).[19]
30. رمضان تعزيبت (حزب العمال).[23]
31. رحيمة بن بسة (حزب العمال).[23]
32. سعيدة إبراهيم بوناب (جبهة التحرير الوطني).[4]
33. صلاح الدين بورزاق (جبهة التحرير الوطني).[4]
34. سليم لباطشة (حزب العمال).[23]
35. سميرة مزازة (تكتل الجزائر الخضراء).[19]
36. صديق شهاب (التجمع الوطني الديمقراطي).[22]
37. الطاهر حبشي (تكتل الجزائر الخضراء).[19]
38. يوسف خبابة (تكتل الجزائر الخضراء).[19]
39. عبد الكريم مهني (التجمع الوطني الديمقراطي).[22]
40. محمد نبو (جبهة القوى الاشتراكية).[20]

## العهدة التشريعية 2017م-2022م
يتم التحضير حاليا في ولاية الجزائر لإجراء الانتخابات التشريعية خلال سنة 2017م تحت إشراف الهيئة العليا المستقلة لمراقبة الانتخابات.

## مواضيع ذات صلة
- ولاية الجزائر
- الهيئة العليا المستقلة لمراقبة الانتخابات
- الانتخابات التشريعية الجزائرية 2017
- المسار السياسي الحديث في الجزائر
- الانتخابات في الجزائر
- المجلس الشعبي الوطني (الجزائر)
- مجلس الأمة (الجزائر)
- البرلمان الجزائري
- متيجة
- منطقة القبائل
- حركة مجتمع السلم
- تكتل الجزائر الخضراء
- جبهة القوى الاشتراكية
- التجمع من أجل الثقافة والديمقراطية
- حركة الإصلاح الوطني
- حركة النهضة الإسلامية
- الجبهة الإسلامية للإنقاذ الجزائرية
- جبهة التحرير الوطني الجزائرية
- التجمع الوطني الديمقراطي (الجزائر)
- حزب العمال الجزائري